# The Land Before Time X: The Great Longneck Migration
The Land Before Time X: The Great Longneck Migration (En busca del valle encantado 10: El viaje de los cuellilargos en España, y La tierra antes del tiempo X: La gran migración de los cuello largo en Hispanoamérica) es una película estadounidense de animación de 2003 dirigida por Charles Grosvenor y producida por Universal Studios, perteneciente a la franquicia En busca del valle encantado.

## Sinopsis
Piecito y sus abuelos comparten un inusual sueño que les llevará a emprender un fantástico viaje. Los siempre curiosos Cera, Púas, Patito y Petrie no pierden la oportunidad de seguirlos. A través de esta aventura, descubrirán muchas nuevas criaturas, así como las maravillas de la naturaleza, con sus peligros y sus placeres. Casualmente, se encontrarán con la mayor reunión de dinosaurios nunca vista, donde también se encuentra un Cuellilargo muy especial al que Piecito no esperar volver a ver nunca... 

## Reparto y doblaje
| Personaje         | Voz en inglés      | Voz en español            |
| ----------------- | ------------------ | ------------------------- |
| Piecito           | Alec Medlock       | Chelo Molina              |
| Cera              | Anndi McAfee       | Adelaida López            |
| Patito            | Aria Noelle Curzon | Yolanda Pérez Segoviano   |
| Petrie            | Jeff Bennett       | Abraham Aguilar           |
| Abuela de Piecito | Miriam Flynn       | Matilde Conesa            |
| Abuelo de Piecito | Kenneth Mars       | José Ángel Juanes         |
| Púas              | Rob Paulsen        | N/D                       |
| Peque             | Brandon de Paul    | Sara Vivas                |
| Pat               | James Garner       | Antonio Fernández Sánchez |
| Bron              | Kiefer Sutherland  | José Antonio Ceínos       |
| Narrador          | John Ingle         | José María del Río        |

- Datos: Q921906